# Hajógerinc lefektetése

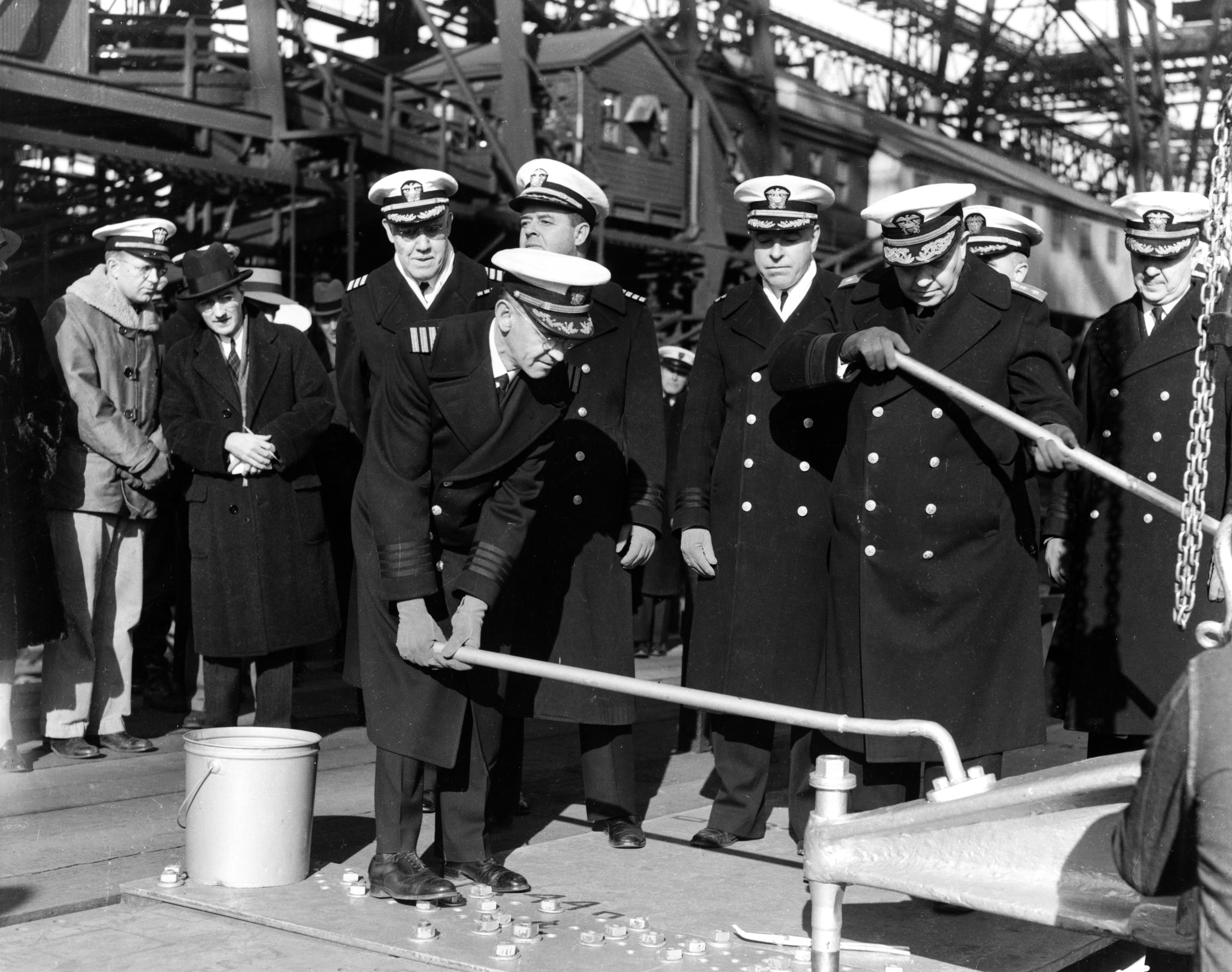
Az első vagy "arany" szegecs kötése a USS Missouri hajógerincének lefektetése során 1941-ben

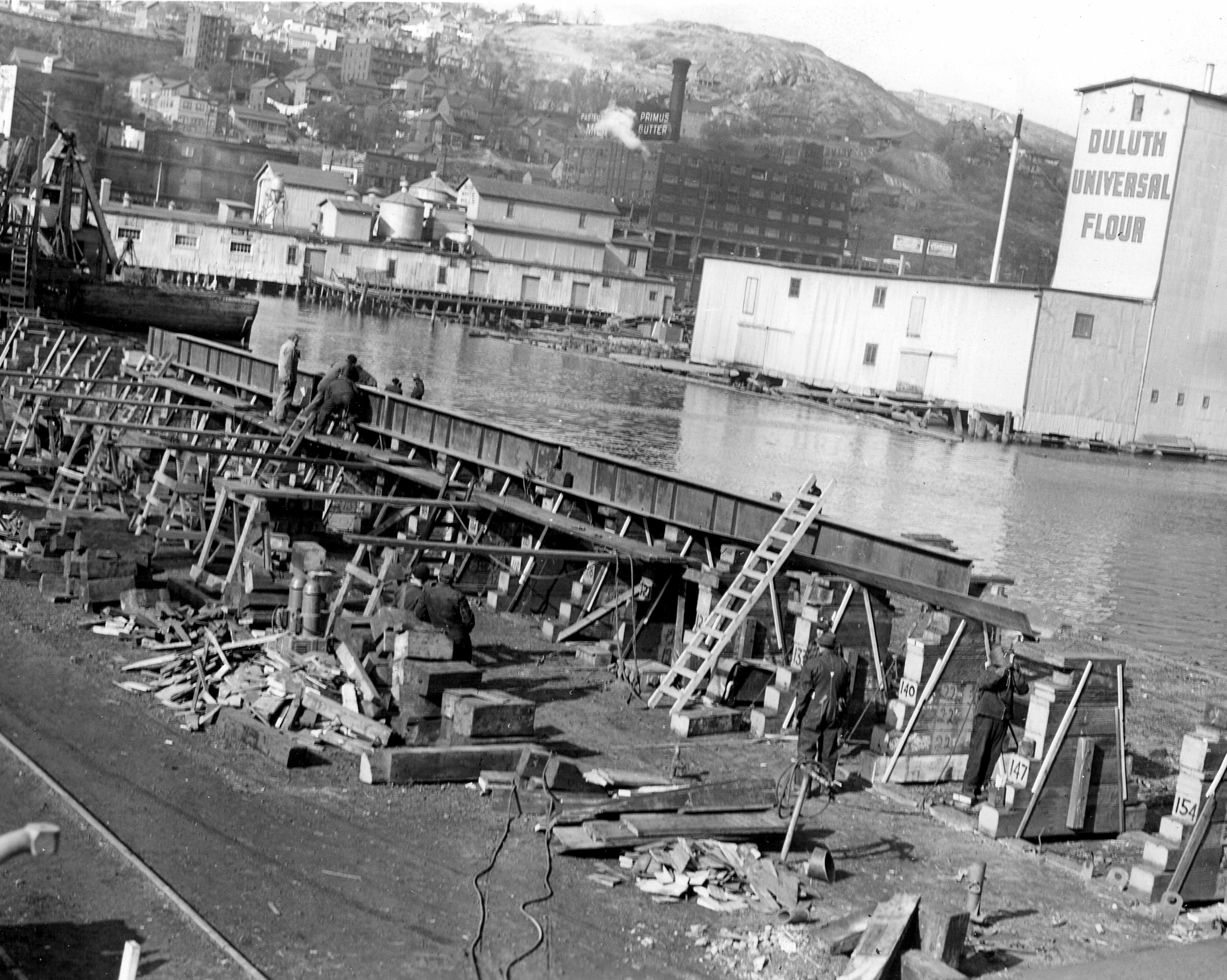
A USCGC Mariposa (WLB-397) hajógerincének lefektetése 1943-ban

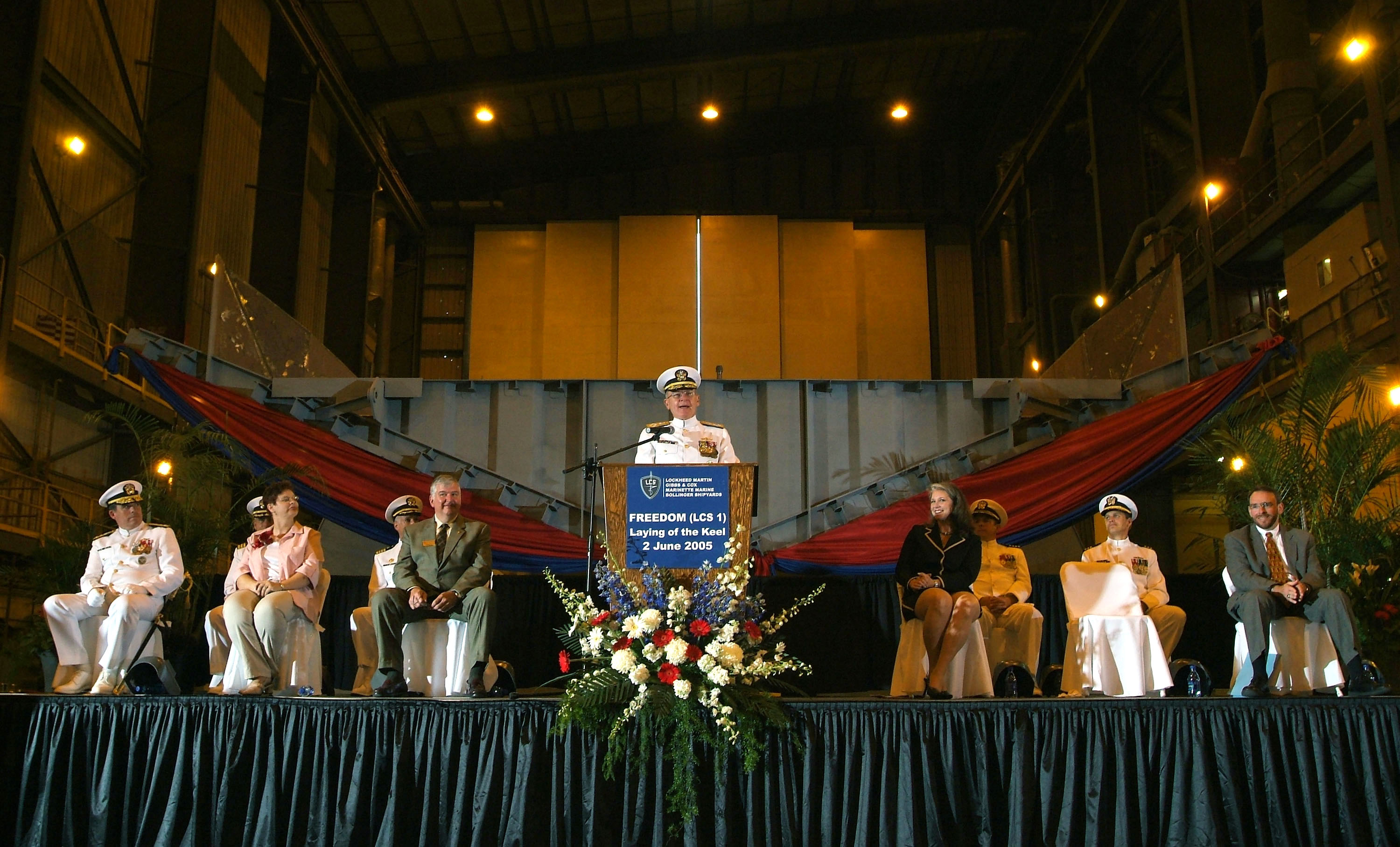
A USS Freedom (LCS 1) hajógerinc lefektetési ünnepsége 2005-ben. Megj.: A háttérben látható az előre gyártott modul

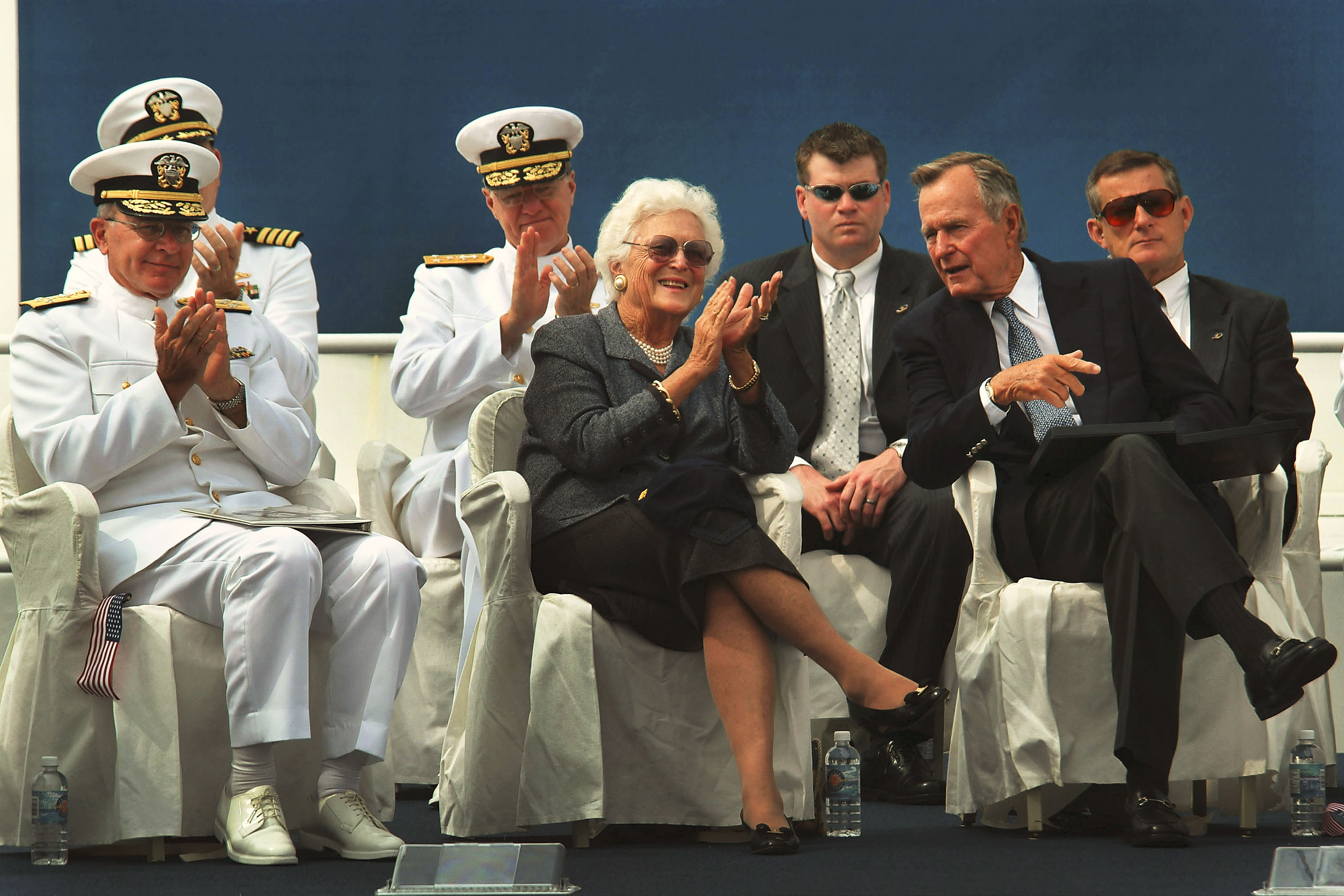
Közjogi méltóságok a USS George H. W. Bush hajógerinc fektetési ünnepségén 2003-ban

A hajógerinc lefektetése vagy lefektetés egy hajóépítés elkezdésének hivatalos elismerése. Gyakran párosul egy ünnepséggel, melyen a hajóépítő vállalat és a hajó végső tulajdonosának képviselői, vagy közjogi méltóságok vesznek részt. 
A hajógerinc lefektetése egyike a négy, a hajó életében különös ünnepséggel megünnepelt eseménynek; a másik három a vízre bocsátás, a szolgálatba állítás és a szolgálatból való kivonás.
Az első időkben a hajógerinc lefektetéseként a hajó gerincét képező központi farönk kezdeti elhelyezésének eseményét ismerték el. Amint az acélból készült hajók felváltották a fából készülteket, a központi farönk is átadta a helyét a központi acélgerendának. A mai modern hajók már nagyrészt előregyártott, kész hajótestelemek sorozatából készülnek, nem egy hajógerinc köré épülnek. A hajógerinc lefektetéseként megtartott esemény a moduláris elemek első összeillesztését jelzi, vagy az első modul leeresztését a hajóépítő dokkba. Manapság gyakran hívják „hajógerinc jóváhagyásnak”, és ez a hajó életének ünnepi kezdete, habár a modulok elkészítésének kezdete hónapokkal megelőzheti ezt az építési fázist.

## Hagyományok
A fahajók korából származó, a hajógerinchez kapcsolódó hagyományok szerencsét hoznak a hajó építésekor és a kapitány, illetve a személyzet számára későbbi élete során. Ezek között megtalálható, hogy egy újonnan öntött érmét helyeznek a hajógerinc alá, és a hajót e felett építik, az érmét a legfiatalabb segédnek kell elhelyeznie, és amikor a hajó kész, a tölgyfa rönköt, amin a hajógerinc feküdt, átadják a tulajdonosoknak.

## Az Amerikai Haditengerészet hagyományai
Egy hajó történetében az első mérföldkő a hajógerinc lefektetésének általában egyszerű ünnepsége. A meghívókat az ünnepségre a hajógyár képviselői küldik ki, és az ünnepséget is ők szervezik. Az építő lehet a haditengerészeti hajógyár parancsnoka vagy egy magáncég elnöke. Ha ismert a hajó leendő neve, „USS” nélkül megemlítik a meghívóban; ha nem, akkor a típust és a számot, pl. DD 2217.

## Fordítás
Ez a szócikk részben vagy egészben  a   Keel laying című angol Wikipédia-szócikk ezen változatának fordításán alapul.  Az eredeti cikk szerkesztőit annak laptörténete sorolja fel. Ez a jelzés csupán a megfogalmazás eredetét és a szerzői jogokat jelzi, nem szolgál a cikkben szereplő információk forrásmegjelöléseként.